# The Greg Kihn Band
The Greg Kihn Band är ett amerikanskt band. De är mest kända för låtarna "The Breakup Song (They Don't Write 'Em)" och "Jeopardy".

## Medlemmar
Nuvarande medlemmar
- Greg Kihn – sång, gitarr (1976– )
- Ry Kihn – gitarr (1976– )
- Robert Barry – basgitarr (1996– )
- Dave Danza – trummor (1996– )
- Dave Medd (Dave "Bro" Lauser) – keyboard (1996– )

Tidigare medlemmar
- Steve Wright – basgitarr (1976–1996)
- Dave Carpender – gitarr (1977–1983; död 2007)
- Gary Philips – keyboard (1981–1986; död 2007)
- Larry Lynch – trummor (1976–1986)
- Joe Satriani – gitarr (1986–1987)
- Greg Douglass – gitarr (1983–1986)
- Robbie Dunbar – gitarr (1976–1977)
- Pat Mosca – keyboard (1986–1996)
- Tyler Eng – trummor (1986–1996)
- Jimmy Lyon – gitarr (1987–1996)

## Diskografi
Album
- Greg Kihn Band (1976)
- Greg Kihn Again (1977)
- Next of Kihn (1978)
- With the Naked Eye (1979)
- Glass House Rock (1980)
- Rockihnroll (1981)
- Kihntinued (1982)
- Kihnspiracy (1983)
- Kihntagious (1984)
- Citizen Kihn (1985)
- Love & Rock & Roll (1986)
- Unkihntrollable (Greg Kihn Live) (1991)
- Kihn of Hearts (1992)
- Mutiny (1994)
- King Biscuit Flower Hour (1996)
- Horror Show (1996)
- True Kihnfessions (2000)
- Jeopardy (2004)
- Greg Kihn Live, Featuring Ry Kihn (2006)
- Kihnplete (Post Beserkley Records) (2011)
- Greg Kihn Band: Best of Beserkley, 1974-1985 (2012)
- Rekihndled (2017)

Singlar
- "Remember" (1978) (USA pop #105)
- "The Breakup Song (They Don't Write 'Em)" (1981) (USA pop #15, USA rock #5, Australien #14)
- "Sheila" (1981) (USA pop #102, USA rock #39)
- "The Girl Most Likely" (1981) (USA pop #104, USA rock #57, Australien #55)
- "Testify" (1982) (USA rock #5)
- "Happy Man" (1982) (USA pop #62, USA rock #30, Australien #68)
- "Jeopardy" (1983) (USA pop #2, USA rock #5, USA dance #1, Storbritannien #63, Australien #11)
- "Love Never Fails" (1983) (USA pop #59)
- "Reunited" (1984) (USA pop #101, USA rock #9)
- "Rock" (1984) (USA pop #107)
- "Lucky" (1985) (USA pop #30, USA rock #24, USA dance #16)
- "Boys Won't (Leave The Girls Alone)" (1985) (USA pop #110)
- "Love and Rock & Roll" (1986) (USA pop #92)